# أليخاندرو غياماتي
أليخاندرو غياماتي (بالإسبانية: Alejandro Giammattei)‏ (و.9 مارس 1956 - ) رئيس غواتيمالا منذ 14 يناير 2020. وهو مدير سابق للسجون الغواتيمالية، شارك في الانتخابات الرئاسية في غواتيمالا في 2007 و2011 و2015، وفاز في انتخابات 2019 بعد تقدمه على منافسته ساندرا توريس، وتولى منصبه خلفا للرئيس السابق جيمي موراليس.

## روابط خارجية
- أليخاندرو غياماتي على موقع مونزينجر (الألمانية)